# Castello di Faulx-les-Tombes
Il castello di Faulx-les-Tombes è una residenza signorile situata su una roccia lungo il fiume Samson (riva sinistra) nella provincia di Namur (Belgio). Ricostruito in gran parte nel XIX secolo, fu ristrutturato dopo l'incendio del 1961. Centro ricreativo per alcuni anni il castello divenne nuovamente proprietà privata.

## Storia
Un primo castello fu costruito nel XIII secolo su questo sito privilegiato poiché difendeva la valle del Samson, in seguito dipese dalla contea di Namur. I Signori di Faulx, alcuni dei cui nomi sono noti fin dall'XI secolo, avevano la loro necropoli nell'Abbazia di Grandpré. Intorno al 1340 passò nelle mani della famiglia Marbaix. La facciata ovest, in stile rinascimentale, risale al 1563. Dopo diversi passaggi di proprietà, nel 1665 divenne proprietà della famiglia Corswarem che la tenne fino alla rivoluzione francese..
Nell'Ottocento il castello era in pessime condizioni - solo la facciata ovest risalente al 1583 era intatta - quando passò nelle mani della famiglia Sauvage-Vercour che incaricarono l'architetto Hendrik Beyaert di ricostruirlo presso l'identico. I lavori durarono dal 1867 al 1871. La decorazione interna è in stile rinascimentale. Fu poi di proprietà della famiglia Sauvage-Vercour (Sauvage Vercour), il cui stemma è visibile sulla traversa della porta esterna della torre sud e sul monumentale camino della grande sala comune al piano terra.
Il 1º ottobre 1961 il castello fu gravemente danneggiato da un incendio. Ciò che ne rimane viene acquistato dalla società ENTRIMO (e Jean-Florian Collin) che lo trasforma, purtroppo senza tener conto dello stile e di ciò che si potrebbe ancora salvare, conservandone solo una parte attrezzando appartamenti e camere. Dopo questa "ristrutturazione" sono rimaste solo quattro delle cinque torri. Gli edifici principali a nord e ad est sono sostituiti da gallerie. Rimangono solo l'ala sul lato ovest e un moncone sul lato est.
Numerose cantine a volta sotto il castello, si estendono fino al cortile principale. Queste cantine, destinate probabilmente a conservare le riserve alimentari, sono accessibili dal castello, ma anche da una robusta porta posta sotto la facciata nord del castello, di fronte al torrente Arville che forma un piccolo stagno con cascata.
Sotto l'egida della società ETRIMO e del suo presidente, il castello divenne un centro ippico con giostre e corse di fama nazionale.
Nel 1972, a seguito della liquidazione giudiziaria della società Entrimo, il comune di Etterbeek acquistò il castello e organizzò, tra l'altro, turismo sociale e feste private. Il castello viene trasformato in albergo. Nelle 23 camere possono essere ospitate fino a 50 persone. Le scuderie vengono convertite in classi all'aperto per gli alunni delle scuole comunali. Il centro vacanze dispone di tre classi di 25 studenti, una sala di intrattenimento dotata di dispositivi di proiezione, sale giochi, dormitori e servizi igienici. Vicino al castello viene aperto un ristorante. È stato inaugurato nel 1976 e può servire quasi 150 persone alla volta.
A quel tempo, sono organizzate feste per scambisti dal conduttore radiofonico e uomo d'affari Michel Nihoul dove una cinquantina di persone provenienti da un ambiente ricco, principalmente coppie, e, regolarmente, il criminale Patrick Haemers, il cantante Carlos o il politico Serge Kubla si incontrano. Gli organizzatori della serata, Nihoul e la sua compagna Marleen De Cokere non parteciparono agli incontri. Rimasero al bar e osservarono.
Tutte le attività ricreative, alberghiere e di ristorazione nella tenuta di Faulx sono affidate a una società privata in cambio di un canone mensile. Nel dicembre 1988, la società fallì.
Tornato in proprietà privata, il castello non è visitabile. Il ristorante è abbandonato.